# Canha
Canha ist eine Vila und Gemeinde (Freguesia) im portugiesischen Kreis Montijo. In ihr leben 1566 Einwohner (Stand 19. April 2021). Der Name geht zurück auf die hier zahlreichen Rohrgewächse, port. Canas. Auch der hier passierende Fluss, die Ribeira de Canha, hat diesen Namensursprung.

## Geschichte
Die Spuren menschlicher Besiedlung führen hier zurück bis in die Altsteinzeit, durch die Jungsteinzeit bis zur Castrokultur. Aus der anschließenden römischen Zeit sind neben Keramiken und Teile eines Mosaiks auch Reste einer Villa ausgegraben worden. Aus der Zeit nach der arabischen Eroberung ab 711 ist nach den langen und zerstörerischen Feldzügen während der christlichen Reconquista nicht viel erhalten geblieben.
Nachdem das Gebiet in der Folge an das junge Königreich Portugal gefallen war, erhielt Canha vermutlich 1172 erste Stadtrechte durch Portugals ersten König, D. Afonso Henriques. Unter König D. Sancho I. kam das Gebiet, zu dem Canha gehörte, 1186 zum Santiagoorden. Canha wurde ein Außenposten der Burg von Alcácer do Sal. Erste Stadtrechte erhielt der Ort 1235 durch den Ritter Paio Peres Correia, der Befehlshaber über das Gebiet war und 1242 Großmeister des Santiagoordens wurde. 1516 erneuerte König D. Manuel I. die Stadtrechte Canhas, die als Villa Nova de Canya geführt wurde.
Canha blieb Sitz eines eigenständigen Verwaltungskreises, bis zu den Verwaltungsreformen nach der Liberalen Revolution 1822 und dem folgenden Miguelistenkrieg. In deren Folge wurde der Kreis Canha 1836 aufgelöst, 1838 dann wieder kurzzeitig hergestellt, und noch im gleichen Jahr endgültig aufgelöst. Danach wurde Canha eine Gemeinde im Kreis von Aldeia Galega, dem heutigen Montijo. 1957 wurden zudem Gebiete Canhas abgetrennt zur Gründung der Gemeinde Santo Isidro, und erneut 1985 zur Gründung der Gemeinde Pegões.

## Verkehr
Canha ist ein Haltepunkt der Eisenbahnstrecke Linha de Vendas Novas. Seit 2005 passieren hier jedoch nur noch Züge des Güterverkehrs.
Die Autobahn A13 führt an Canha vorbei. Die Gemeinde liegt zwischen den Abfahrten Nr. 2 (Pegões) und Nr. 3 (Santo Estêvao). Die 3 km entfernte Nationalstraße N10 kreuzt in einer Unterführung auf der Höhe Canhas die A13, zu der sie hier weitgehend parallel verläuft.

## Söhne und Töchter der Gemeinde
- Fernanda Seno (1942–1996), Schriftstellerin, Journalistin und Lehrerin